# Рефлексация пратюркского -d- по языковым группам
Пратюркское историческое -d- (может обозначаться как -δ-) — интервокальный или располагающийся после гласного в конце слова или перед другим согласным звук (фрикативный или взрывной), устанавливаемый по алтайским соответствиям и различным тюркским рефлексам.

## Разделение тюркских языков по признаку рефлексации -d-
По признаку рефлексации -d- тюркские языки подразделяются на булгарские, якутские (-t-), языки -d-, языки -z- (хакасские) и языки -j- (кыпчакские, в том числе кыпчакские, огузские, карлукские и северноалтайские).

## Булгарские языки
Булгарские (древнейшее ответвление тюркских): гуннский (основа для собственно булгарских), булгарский, хазарский, аварский; чувашский язык восходит к булгарскому, существовали также дунайско-булгарский и кубанско-булгарский. В среднечувашскую эпоху обособился малокарачинский язык.
В чувашском в качестве рефлексов представлены -r- («второй ротацизм») и историческое -j-, сохраняющееся, переходящее в -v- или сливающееся с согласным в зависимости от фонетического окружения. Вероятно, в исторических диалектах булгарского обнаруживается -d- (взрывное или фрикативное) или, возможно, -z-. Об этом можно судить на основании булгарских заимствований в венгерском языке.
В хазарском языке также восстанавливаются не только зубные рефлексы, но и -r-.

## Якутские языки(ветвь -t-)
Якутские (ветвь -t-): собственно якутский и получивший самостоятельное развитие долганский диалект. Историческое -d-, таким образом, совпало с -t-. Интервокальное -d- появляется в заимствованиях.

## Ветви -d- и -z-

### Ветвь -d-
Ветвь -d-: орхоно-енисейских памятников язык и как более поздняя стадия его развития орхоно-уйгурский (уйгурский рунический). К этому языку предположительно восходят саянские и карлукско-уйгурские языки. Звук -d- мог быть фрикативным (-δ-).

#### Саянские языки
Саянские языки делятся на степные (тувинский; цэнгэльский и кёк-мончакский) и таежные (тофаларский; сойотско-цатанский, делящийся на сойотский и цатанский, он же уйгуро-урянхайский; к таежным же относится и тоджинский диалект тувинского).
Интервокальный звук -d- является смычным.

#### Карлукско-уйгурские языки ихаладжский язык
В карлукско-уйгурском письменном языке (караханидском и древнеуйгурском), кроме -d-, встречались также фрикативное -d- (-δ-), -z- и даже, под влиянием окружавших разговорных языков, -j-. Тем не менее в своей основе карлукско-уйгурский язык оставался языком -d-.
Рефлекс -d- (или -δ-) отмечается также в халаджском языке (аргу), традиционно относимом к огузским, реже карлукским (карлукско-хорезмийским: узбекскому и уйгурскому) или трактуемом в качестве особой ветви тюркских.

### Хакасские языки(ветвь -z-)
Хакасские (ветвь -z-): сарыг-югурский; фуюйско-кыргызский; хакасский, мрасский шорский, среднечулымский.
Хакасские языки предположительно восходят к древнекыргызскому, являвшемуся на древнейшей стадии, в сущности, ещё одним временным и пространственным продолжением орхоно-енисейского.
Иначе говоря, ветвь -d- и ветвь -z- могут быть частью одной ветви (восточнотюркские языки).

## Ветвь -j-
Ветвь -j-: все огузские, кыпчакские, карлукские (карлукско-хорезмийские), а также киргизско-кыпчакские (восточнокыпчакские, в сущности, самое раннее ответвление кыпчакских) и северноалтайские (собственно северноалтайский, примыкающий к нему кондомский «диалект» шорского языка и нижнечулымский).
Все языки ветви -j- сохраняют этот звук в качестве рефлекса -d-, однако этот звук может выпадать.
В карлукско-хорезмийских наблюдается нерегулярное развитие -j- (в том числе из -d-) в -ģ- в сочетаниях -eji-/-iji- (только между историческими гласными переднего ряда!); звук этот может также реализовываться с шипящим оттенком.

## Значимость признака
В классификации А. Н. Самойловича отражение пратюркского -d- является вторым важнейшим классификационным признаком после ротацизма/зетацизма. А. Н. Самойлович разделяет тюркские языки на булгарские (-r-) и остальные, разделяющиеся в свою очередь на:
- уйгурские (северо-восточные, -d-)
  - диалекты -d- — языки рунических надписей †, сойотский (урянхайский = тувинский), карагасский (= тофаларский), саларский (ошибка из-за заимствований с -d- вместо -j-);
  - диалекты -z- — сарыг-югурский, камасинский, койбальский, сагайский, качинский, бельтирский, шорский, кызылский, кюэрикский;
  - диалекты -t- — якутский;
- языки -j-
  - кыпчакские (северо-западные)
    - язык кыпчаков (куманов, половцев) †
    - домонгольские (= киргизско-кыпчакские, половецко-кыпчакские и поволжско-кыпчакские) — наречия алтайское, телеутское, кумандинское (= тубаларское?), киргизское (= кара-киргизское); кумыкское, карачаевское, балкарское, тобольских татар, барабинское, татар внутренней России, мещеряков, башкир, крымских татар (за исключением южнобережных), караимов (за исключением османизированных)
    - послемонгольские (= ногайско-кыпчакские) — наречия ногайцев, казахов;

  - чагатайские (юго-восточные)
    - (= карлукско-хорезмийские) чагатайский язык и «сартские» наречия Восточного Туркестана, «сартские» говоры Западного Туркестана и узбекские говоры Ферганы, Ташкентского и Самаркандского районов, Бухары;
    - (= северноалтайские) наречия чулымское, абинское и черневое;

  - кыпчакско-туркменские, средние (= огузские диалекты узбекского) — наречия хивинско-узбекское и хивинско-сартское;
  - туркменские (юго-западные, огузские)
    - старый огузско-туркменский язык †
    - туркменский, азербайджанский, османский (= турецкий), гагаузский, южнобережно-крымский языки.

При дальнейшем рассмотрении его работ можно обнаружить следующую неточность: один из признаков кыпчакской группы для А. Н. Самойловича — отпадение конечного -г после узкого гласного (сары). В дальнейшем, рассматривая количественные числительные, он упоминает форму elṻ '50' без объяснения происхождения губной огласовки.
Почти все языки -j- объединял в западнотюркские Н. А. Баскаков, но его классификация не была строго генетической изначально.
В настоящее время рефлексация пратюркского -d- не признается решающим критерием: во всех новейших классификациях, при всех их различиях, не существует групп -j- и/или -d-, в том числе в распространенной классификации Л. Йохансона, являющейся, по существу, модификацией классификации Н. А. Баскакова, то есть заведомо не сугубо генетической. Иначе говоря, критерий отражения пратюркского -d- является аналогом индоевропейской изоглоссы satəm//centum.